# Rosa favorita del mundo
La Rosa favorita del mundo es un título considerado como la más alta distinción internacional que puede atribuirse a una rosa y es otorgado cada tres años por la Federación mundial de las sociedades de la rosa (World Federation of the National Rose Societies), que es una asociación formada por 37 países.

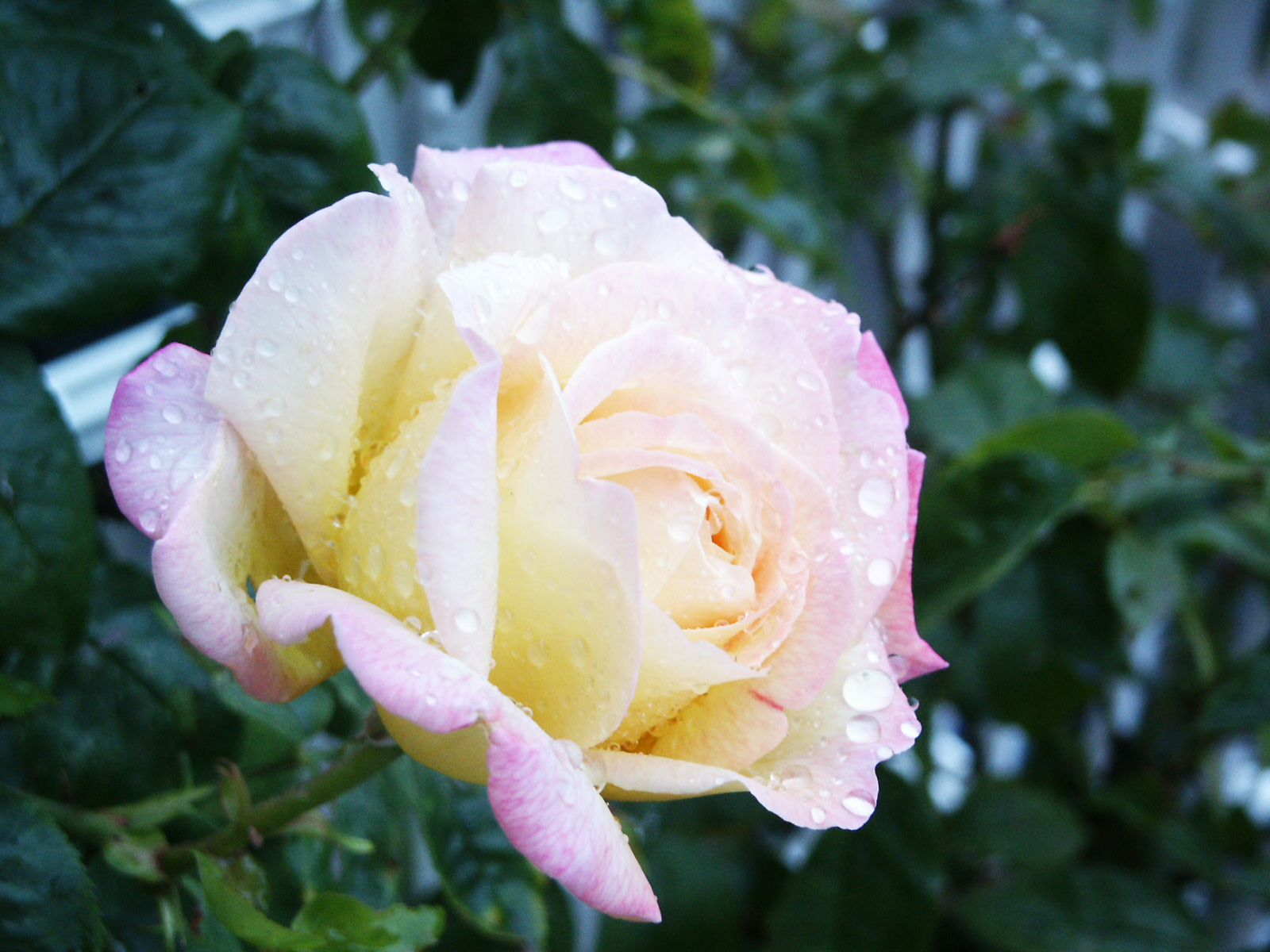
'Mme A. Meilland' ('Peace')

La primera rosa que fue distinguida en 1976, 'Madame A. Meilland ', conocida en los Estados Unidos bajo el nombre de 'Peace'. Esta rosa, creada por Francis Meilland antes de la Segunda Guerra Mundial, fue bautizada el mismo día de la caída de Berlín, el 29 de abril de 1945 y la American Rose Society ofreció una, con un mensaje de la paz, a las 49 delegaciones presentes en la convención inaugural de la ONU en San Francisco del mismo año.

## Rosas galardonadas

### «rosas modernas»
- 2012 : 'Sally Holmes', Robert A. Holmes,
- 2009 : 'Graham Thomas', David Austin,
- 2006 : 'Elina', Colin Dickson & Patrick Dickson,
- 2006 : 'Pierre de Ronsard', syn. 'Eden Rose 85' (Meilland)
- 2003 : 'Bonica 82' (Meilland),
- 2000 : 'Ingrid Bergman' (Poulsen),
- 1997 : 'New Dawn' (Van Fleet),
- 1994 : 'Just Joey' (Cants),
- 1991 : 'Pascali' (Lens),
- 1988 : 'Papa Meilland' (Meilland),
- 1985 : 'Double Delight' (Swim & Ellis),
- 1983 : 'Fée des neiges' ('Schneewittchen'), syn. 'Iceberg' (Kordes),
- 1981 : 'Duftwolke', syn. 'Fragrant Cloud' (Tantau),
- 1978 : 'Queen Elizabeth' (Lammerts),
- 1976 : 'Mme A. Meilland', syn. 'Peace', 'Gloria Dei', 'Gioia' (Meilland).

Algunas de las rosas galardonadas.

Galardonadas
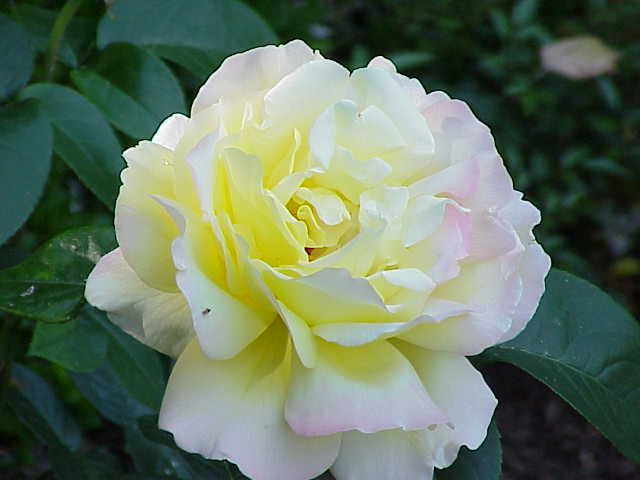
'Madame Antoine Meilland' (o 'Peace', 'Gloria Dei')
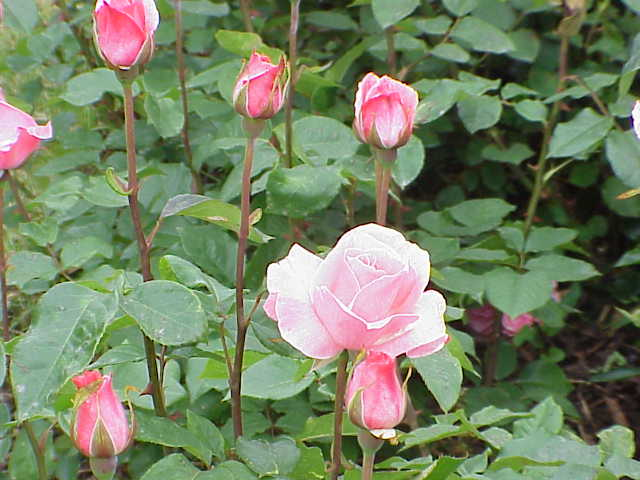
'Queen Elizabeth'
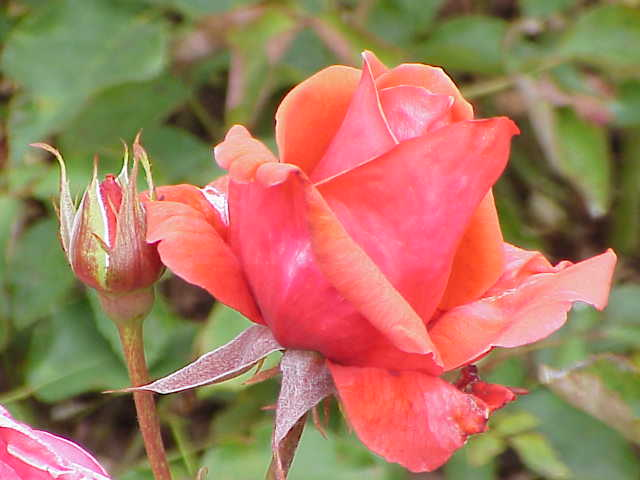
'Duftwolke'
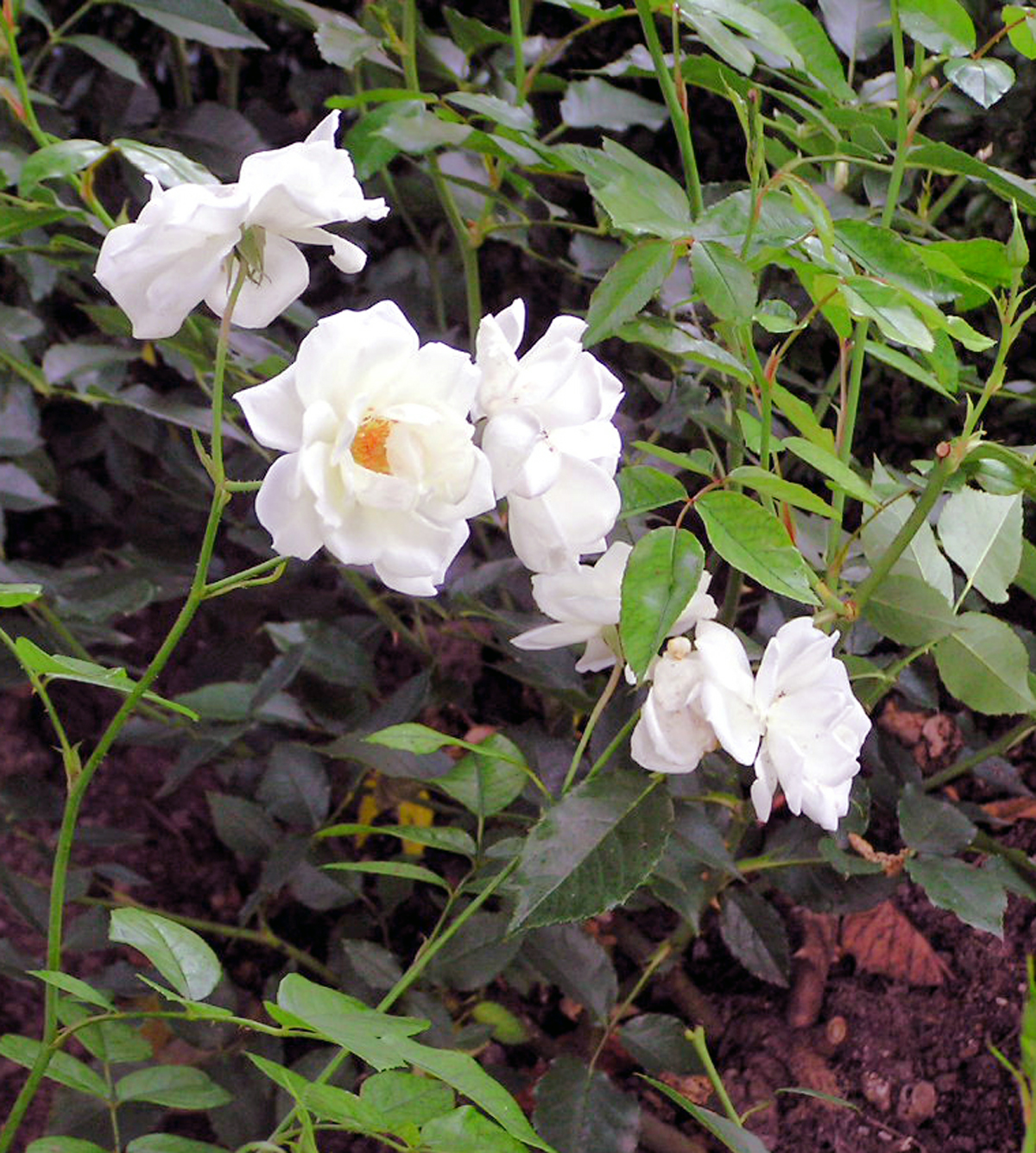
'Fée des neiges'' (o 'Schneewittchen', 'Iceberg')
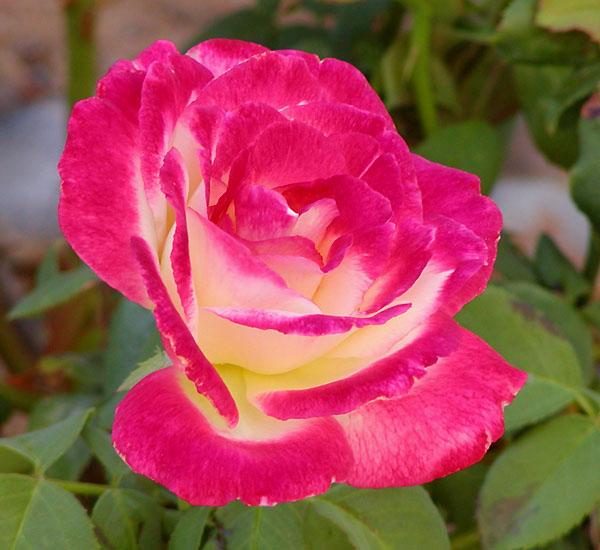
'Double Delight'
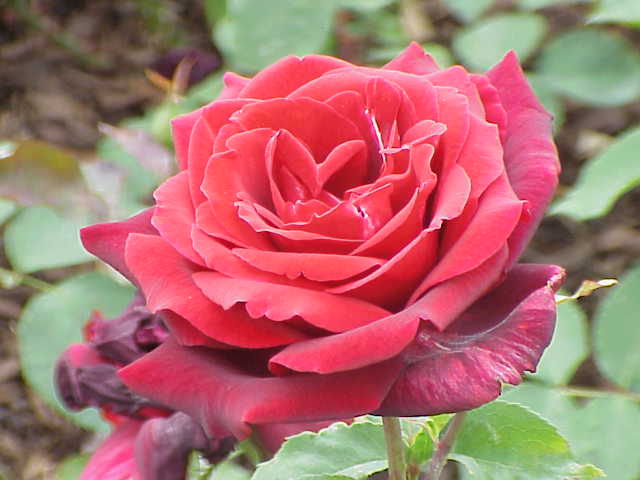
'Papa Meilland'
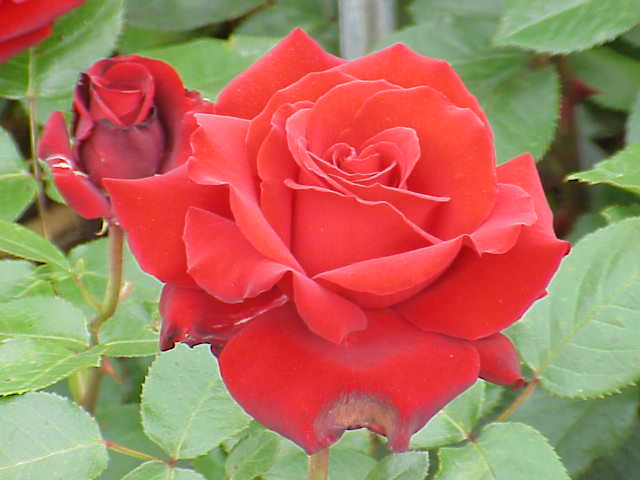
'Ingrid Bergman'
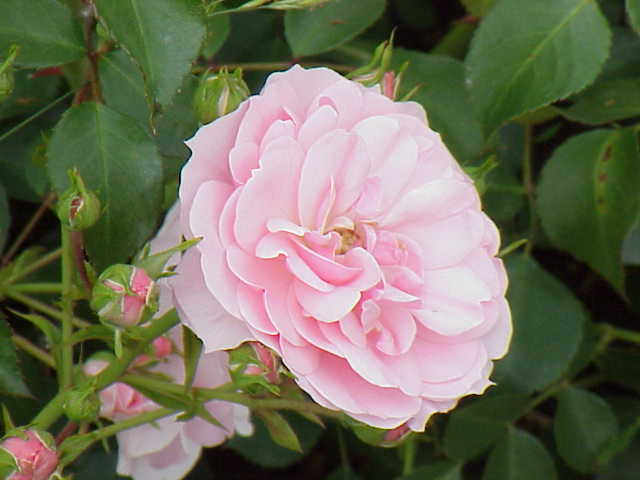
'Bonica 82'
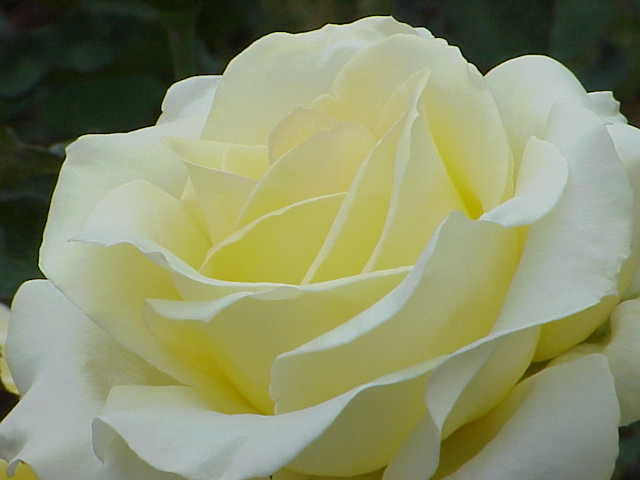
'Elina'
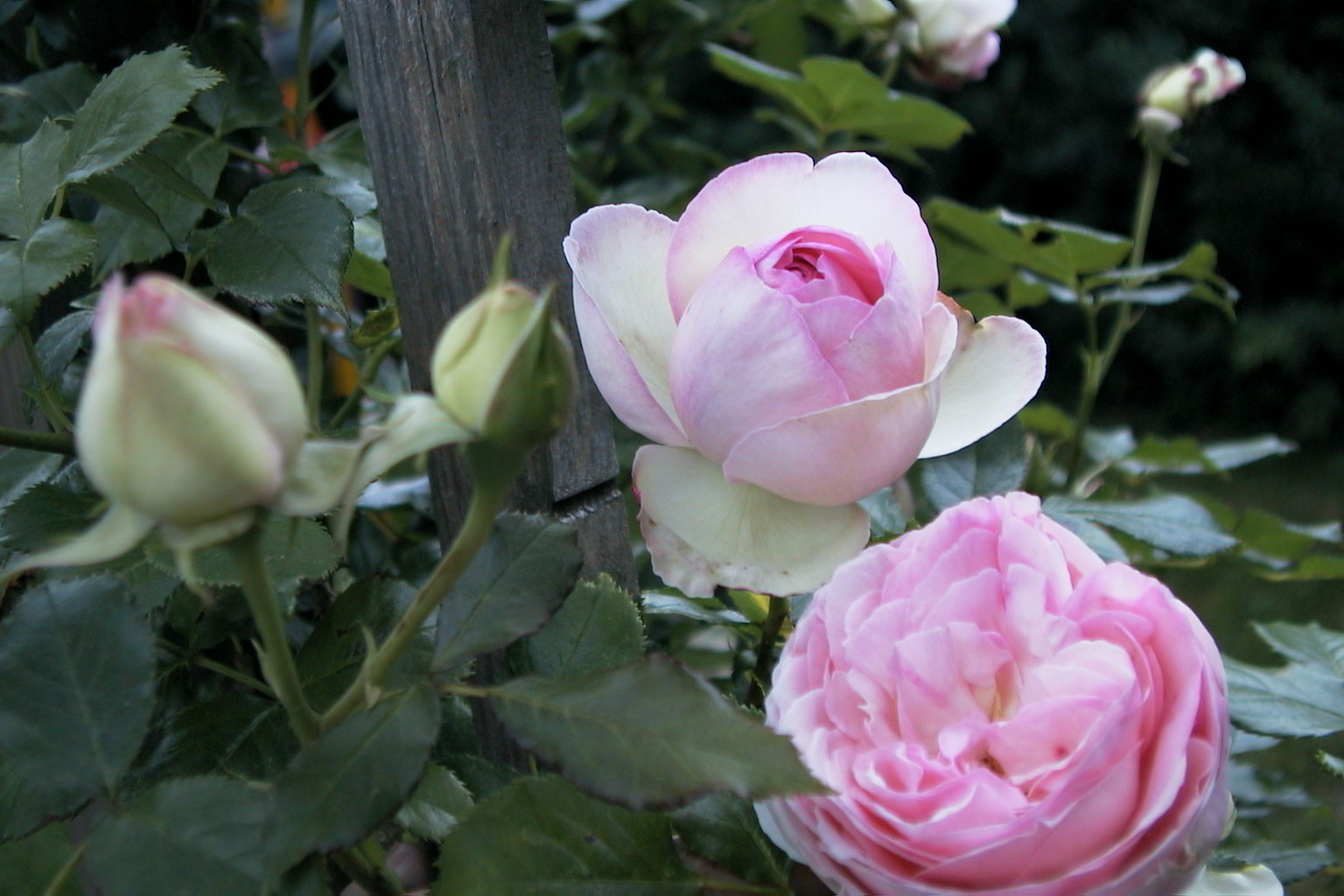
'Pierre de Ronsard'

### «rosas antiguas»
- 'Madame Hardy', 1832

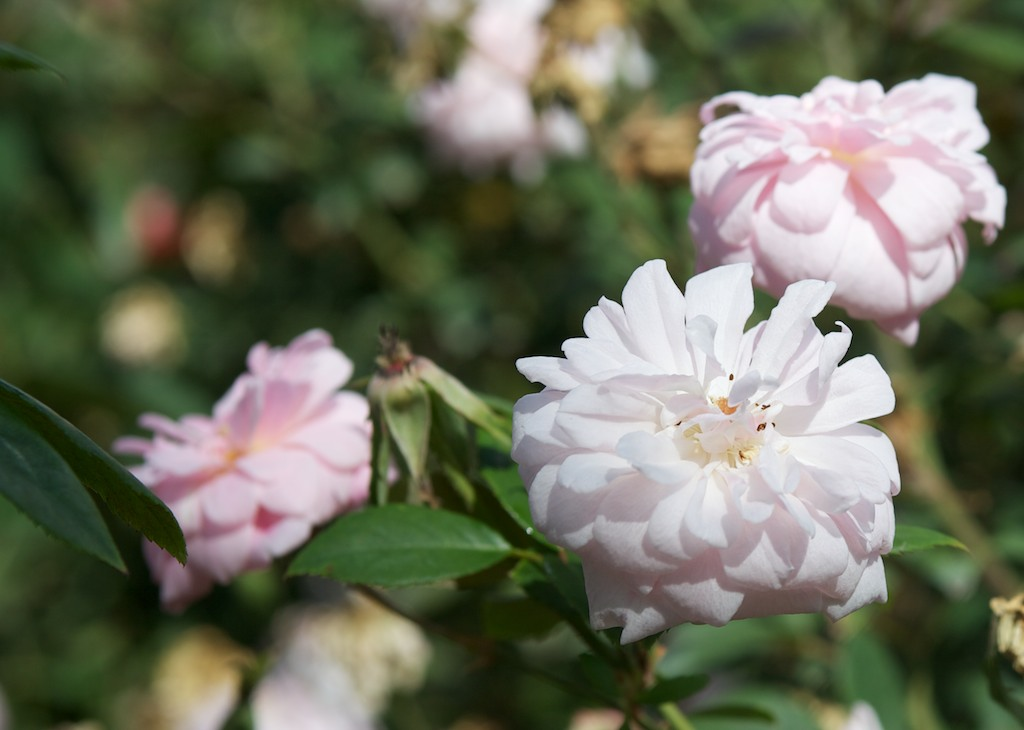
'Cécile Brunner'
- 'Gloire de Dijon'
- 'Gruss an Teplitz' 1897
- 'Madame Alfred Carrière'
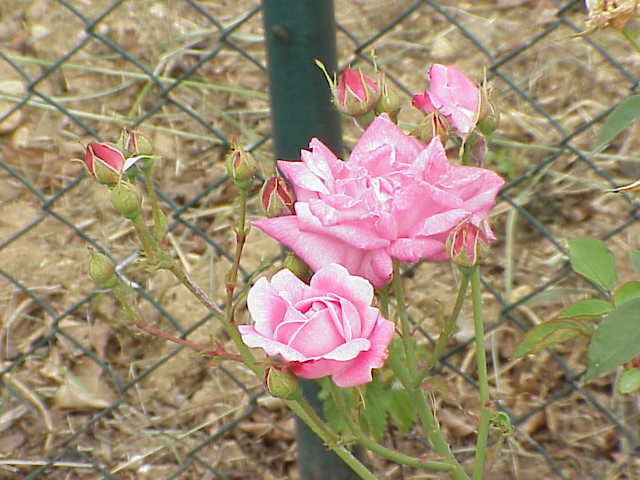
Rosa × chinensis 'Old Blush', ca. 1790
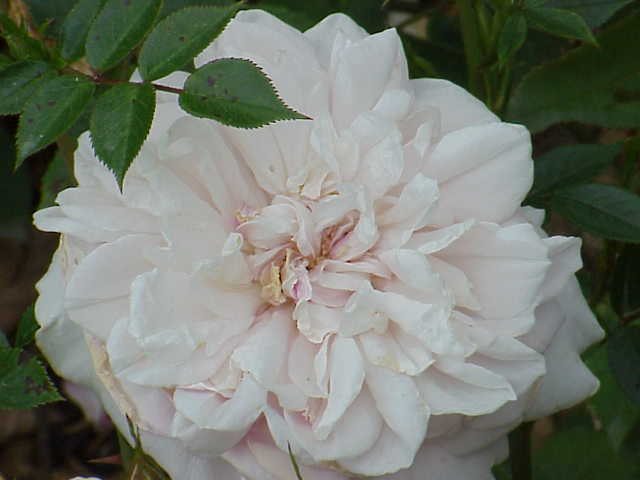
'Souvenir de la Malmaison', Béluze 1843

- 'Cécile Brunner'
- 'Old Blush'
- 'Souvenir de la Malmaison'